# キャプテン・レックス
CT-7567 "キャプテン・レックス"（Captain Rex）は、アメリカのSF映画『スター・ウォーズ』シリーズの映画『スター・ウォーズ/クローン・ウォーズ』およびそのテレビシリーズ、『スター・ウォーズ 反乱者たち』、その他のスピンオフ作品に登場する架空のキャラクターである。

## 概要
キャプテン・レックスは銀河共和国における「共和国グランド・アーミー」のクローン・トルーパーであり、他のクローン・トルーパーと同様に惑星カミーノで生まれ、マンダロリアンの賞金稼ぎ「ジャンゴ・フェット」の遺伝子を持つ。
クローン戦争期にはジェダイ将軍アナキン・スカイウォーカーと彼のパダワンである（コマンダー）アソーカ・タノの指揮下にある第501軍団（第501大隊）のキャプテンとして、クリストフシスの戦いをはじめとする多くの戦いに従軍した。
スカイウォーカーの元師匠であるオビ＝ワン・ケノービと行動を共にする機会が多く、ケノービ指揮下の第212突撃大隊とも様々な任務を経験している。ゆえに第212突撃大隊の指揮官「コマンダー・コーディ」とは深い友情を築いている。 
クローン戦争末期にはキャプテンからコマンダーに昇格している。（レックスのコマンダーへの昇格に伴い、第501軍団 (第501大隊) には後継としてCT-0292 "キャプテン・ヴォーン"が新たに着任している。）
また、シスの陰謀によりクローンの脳内に埋め込まれた行動制御バイオチップが起動し、シーヴ・パルパティーン最高議長（ダース・シディアス）が発令したジェダイの抹殺を命じる特別命令「オーダー66」のマインドコントロールを逃れた数少ないトルーパーの1人としても知られる。

## アニメーション
レックスは第1世代（フェーズ1）のクローン・アーマーが第2世代（フェーズ2）よりも丈夫であると評価している。共和国グランド・アーミーにおいてフェーズ2・アーマーへの統一が進められた際には、フェーズ1のヘッドバイザー（上部）とフェーズ2の生命維持装置（下部）を自身で溶接したカスタムアーマーを作成している。同様に胸部のプレートでも両世代アーマーの溶接加工が施されている。
2008年のアニメーション映画『スター・ウォーズ/クローン・ウォーズ』での登場以来、続く全7シーズン、2014年のテレビシリーズ『スター・ウォーズ 反乱者たち』、クローン・ウォーズの正式な続編にあたる2021年の『スター・ウォーズ: バッド・バッチ』、2022年のTVシリーズ『テイルズ・オブ・ジェダイ』など数多くの作品に出演する。
これらの作品おいて、キャプテン・レックスを含む全てのクローン・トルーパーの声をディー・ブラッドリー・ベイカー（日本語吹替: 金田明夫）が担当している。
2023年公開のドラマシリーズ『アソーカ』では初の実写化が行われ、エピソード3『シスの復讐』でクローンの遺伝子ホストであるジャンゴ・フェットおよびボバ・フェット、全クローン・トルーパーを演じたテムエラ・モリソンが続けて配役されている（英語版でのセリフは実写を演じたテムエラ・モリソンが担当しているが、吹替版においてはクローン・ウォーズから金田明夫が続投している）。